# Australaugeneria michaelseni
Australaugeneria michaelseni är en ringmaskart som beskrevs av Pettibone 1969. Australaugeneria michaelseni ingår i släktet Australaugeneria och familjen Polynoidae. Inga underarter finns listade i Catalogue of Life.